# 석포초등학교 (경북)
석포초등학교는 대한민국 경상북도 봉화군 석포면 석포리에 있는 공립 초등학교이다.

## 학교 연혁
- 1935년 4월 30일: 소천공립보통학교 부설 석포간이학교 개교
- 1942년 3월 1일: 석포국민학교 승격
- 1951년 11월 12일: 반야분교장 개교
- 1971년 3월 1일: 광평분교장, 승부분교장 개교
- 1991년 3월 1일: 광평분교장 통합
- 1993년 3월 1일: 승부분교장 통합
- 1996년 3월 1일: 반야분교장 통합, 석포초등학교로 개명
- 2011년 3월 1일: 대현분교장 통합

## 참고 자료
- 석포초등학교 - 한국교육학술정보원 학교알리미